# Долішня Крепост
Долішня Кре́пост (болг. Долна крепост) — село в Кирджалійській області Болгарії. Входить до складу общини Кирджалі.

## Населення
За даними перепису населення 2011 року у селі проживали 148 осіб.
Національний склад населення села:
| Національність   | Кількість осіб | Відсоток |
| ---------------- | -------------- | -------- |
| турки            | 144            | 97,3%    |
| цигани           | 3              | 2,0%     |
| болгари          | 0              | 0%       |
| Всього відповіли | 148            |          |

Розподіл населення за віком у 2011 році:
Динаміка населення: